# Tongeren-Borgloon
Tongeren-Borgloon is een Belgische gemeente en stad die op 1 januari 2025 ontstaan is uit de fusie van de gemeenten Tongeren en Borgloon in de provincie Limburg. De fusiegemeente heeft een oppervlakte van 139 km² en telt bijna 44.000 inwoners. Het is een van 14 gemeenten die tot stand gekomen is in de fusiegolf van 2025. De fusie vond plaats na de gemeenteraadsverkiezingen van 13 oktober 2024.

## Gegevens bij fusie
|                              | Tongeren | Borgloon | Tongeren-Borgloon     |
| ---------------------------- | --- | --- | --------------------- |
| Deelgemeenten                | Tongeren Berg Diets-Heur Henis 's Herenelderen Koninksem Lauw Mal Neerrepen Nerem Overrepen Piringen Riksingen Rutten Sluizen Vreren Widooie | Borgloon Bommershoven Broekom Gors-Opleeuw Gotem Groot-Loon Hendrieken Hoepertingen Jesseren Kerniel Kuttekoven Rijkel Voort | Gefuseerd             |
| Aantal inwoners (01/01/2024) | 32.138 | 11.580 | 43.718                |
| Oppervlakte                  | 87,81 km² | 51,32 km² | 139,13 km²            |
| Arrondissement               | Tongeren | Tongeren | Tongeren              |
| Politiezone                  | 5380 Tongeren/Herstappe | 5379 Kanton Borgloon | Haspengouw            |
| Hulpverleningszone           | HVZ Zuid-West Limburg | HVZ Zuid-West Limburg | HVZ Zuid-West Limburg |
| Gemeenteraad                 | 31 leden | 21 leden | 35 leden              |
| Coalitie (uittredend 2024)   | Tongeren.nu (CD&V, Open Vld), Vooruit | VLD-Stroop, Vooruit | -                     |

Na de fusie moesten alle identieke of gelijkklinkende straatnamen weggewerkt zijn. Zo kregen 29 straten een nieuwe naam vanaf 1 januari 2025: 14 straten in Tongeren en 15 straten in Borgloon.

## Kernen

### Deelgemeenten
|    | Naam            | Opp. (km²) | Inwoners (2020) | Inwoners per km² | NIS-code |
| -- | --------------- | ---------- | --------------- | ---------------- | -------- |
| 1  | Tongeren        | 16,04      | 17.877          | 1.114            | 73083A   |
| 2  | Koninksem       | 4,96       | 1.338           | 270              | 73083B   |
| 3  | Neerrepen       | 2,46       | 213             | 87               | 73083C   |
| 4  | Riksingen       | 2,03       | 974             | 480              | 73083D   |
| 5  | Henis           | 3,33       | 864             | 259              | 73083E   |
| 6  | Berg            | 4,35       | 549             | 126              | 73083F   |
| 7  | Mal             | 3,79       | 1.143           | 302              | 73083G   |
| 8  | Sluizen         | 2,93       | 680             | 232              | 73083H   |
| 9  | Nerem           | 4,07       | 929             | 228              | 73083J   |
| 10 | Vreren          | 6,91       | 1.756           | 254              | 73083K0  |
| 11 | Diets-Heur      | 3,98       | 343             | 86               | 73083K1  |
| 12 | Rutten          | 10,86      | 836             | 77               | 73083L   |
| 13 | Lauw            | 6,49       | 1.032           | 159              | 73083M   |
| 14 | Widooie         | 3,45       | 392             | 114              | 73083N   |
| 15 | Piringen        | 4,49       | 941             | 210              | 73083P   |
| 16 | Overrepen       | 3,65       | 706             | 193              | 73083R   |
| 17 | 's Herenelderen | 3,77       | 561             | 149              | 73083S   |
| 18 | Borgloon        | 10,35      | 3.879           | 375              | 73009A   |
| 19 | Kuttekoven      | 2,09       | 118             | 56               | 73009B   |
| 20 | Kerniel         | 4,07       | 710             | 175              | 73009C   |
| 21 | Gors-Opleeuw    | 5,38       | 400             | 74               | 73009D   |
| 22 | Jesseren        | 3,77       | 774             | 205              | 73009E   |
| 23 | Bommershoven    | 6,37       | 851             | 134              | 73009F   |
| 24 | Groot-Loon      | 0,58       | 154             | 266              | 73009G   |
| 25 | Broekom         | 1,84       | 414             | 225              | 73009H   |
| 26 | Hendrieken      | 1,02       | 197             | 194              | 73009J   |
| 27 | Voort           | 2,34       | 195             | 83               | 73009K   |
| 28 | Gotem           | 2,13       | 271             | 127              | 73009L   |
| 29 | Hoepertingen    | 8,49       | 2.278           | 268              | 73009M   |
| 30 | Rijkel          | 2,91       | 768             | 264              | 73009N   |

## Demografische ontwikkeling van de fusiegemeente ontstaan op 1 januari 2025
Deze evolutie is gemaakt op basis van de historische gegevens die betrekking hebben op de twee gemeenten, inclusief hun deelgemeenten, die samen de nieuwe fusiegemeente vormen sinds 1 januari 2025.
- Bronnen:NIS, Opm:1831 tot en met 1981=volkstellingen; 1990 en later= inwonertal op 1 januari

| Inwoners van jaar tot jaar op 1 januari 1992 tot heden | Inwoners van jaar tot jaar op 1 januari 1992 tot heden | Inwoners van jaar tot jaar op 1 januari 1992 tot heden |
| jaar                                                   | Aantal                                                 | Evolutie: 1992=index 100                               |
| ------------------------------------------------------ | ------------------------------------------------------ | ------------------------------------------------------ |
| 1992                                                   | 39.545                                                 | 100,0                                                  |
| 1993                                                   | 39.534                                                 | 100,0                                                  |
| 1994                                                   | 39.620                                                 | 100,2                                                  |
| 1995                                                   | 39.741                                                 | 100,5                                                  |
| 1996                                                   | 39.747                                                 | 100,5                                                  |
| 1997                                                   | 39.869                                                 | 100,8                                                  |
| 1998                                                   | 39.830                                                 | 100,7                                                  |
| 1999                                                   | 39.876                                                 | 100,8                                                  |
| 2000                                                   | 39.839                                                 | 100,7                                                  |
| 2001                                                   | 39.643                                                 | 100,2                                                  |
| 2002                                                   | 39.677                                                 | 100,3                                                  |
| 2003                                                   | 39.713                                                 | 100,4                                                  |
| 2004                                                   | 39.546                                                 | 100,0                                                  |
| 2005                                                   | 39.680                                                 | 100,3                                                  |
| 2006                                                   | 39.839                                                 | 100,7                                                  |
| 2007                                                   | 40.012                                                 | 101,2                                                  |
| 2008                                                   | 40.217                                                 | 101,7                                                  |
| 2009                                                   | 40.275                                                 | 101,8                                                  |
| 2010                                                   | 40.372                                                 | 102,1                                                  |
| 2011                                                   | 40.751                                                 | 103,0                                                  |
| 2012                                                   | 41.052                                                 | 103,8                                                  |
| 2013                                                   | 41.193                                                 | 104,2                                                  |
| 2014                                                   | 41.216                                                 | 104,2                                                  |
| 2015                                                   | 41.265                                                 | 104,3                                                  |
| 2016                                                   | 41.299                                                 | 104,4                                                  |
| 2017                                                   | 41.533                                                 | 105,0                                                  |
| 2018                                                   | 41.729                                                 | 105,5                                                  |
| 2019                                                   | 41.902                                                 | 106,0                                                  |
| 2020                                                   | 42.152                                                 | 106,6                                                  |
| 2021                                                   | 42.347                                                 | 107,1                                                  |
| 2022                                                   | 42.834                                                 | 108,3                                                  |
| 2023                                                   | 43.370                                                 | 109,7                                                  |
| 2024                                                   | 43.718                                                 | 110,6                                                  |
| 2025                                                   | 43.980                                                 | 111,2                                                  |

## Politiek

### Resultaten gemeenteraadsverkiezingen sinds 2024
| Partij of kartel     | Partij of kartel     | 13-10-2024 | 13-10-2024 |
| Stemmen / Zetels     | Stemmen / Zetels     | %          | 35         |
| -------------------- | -------------------- | ---------- | ---------- |
|                      | Vooruit              | 25,0       | 10         |
|                      | Groen                | 3,8        | 0          |
|                      | Tongeren Borgloon.nu | 36,4       | 14         |
|                      | Tongeren Borgloon.nu | 36,4       | 14         |
|                      | N-VA                 | 11,4       | 4          |
|                      | Vlaams Belang        | 11,5       | 4          |
|                      | Burgers Eerst        | 11,0       | 3          |
|                      | Anderen (*)          | 0,8        | 0          |
| Totaal stemmen       | Totaal stemmen       | 20.368     | 20.368     |
| Opkomst %            | Opkomst %            | 59,0       | 59,0       |
| Blanco en ongeldig % | Blanco en ongeldig % | 1,2        | 1,2        |

De zetels van de gevormde meerderheid staan vetjes afgedrukt. De grootste partij is in kleur.
Voor oudere verkiezingsresultaten zie de gemeenten Tongeren en Borgloon.
(*) 2024: T-B-ANDERS (0,8%)